# Nottensdorf
Nottensdorf település Németországban, azon belül Alsó-Szászország tartományban. Lakosainak száma 1620 fő (2023. december 31.). Nottensdorf Horneburg, Bliedersdorf, Apensen és Buxtehude községekkel határos.

## Népesség
A település népességének változása:
| Lakosok száma | 1367 | 1441 | 1467 | 1535 | 1601 | 1641 | 1620 |
|               | 2014 | 2016 | 2017 | 2019 | 2021 | 2022 | 2023 |